# Patrick Vincent Dwyer

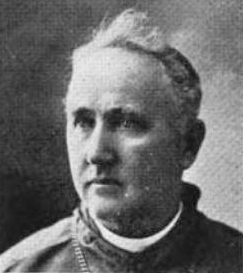
Patrick Vincent Dwyer (1917)

Patrick Vincent Dwyer (* 21. August 1858 in Albury, New South Wales; † 28. März 1931) war römisch-katholischer Geistlicher und Bischof von Maitland.

## Leben
Patrick Vincent Dwyer wurde 1858 als Sohn des Lehrers William Dwyer und dessen Frau Anastasia (geborene Dermody) geboren. Seine Eltern stammten ursprünglich aus Kilkenny in Irland. Im Jahr 1862 wurde sein Vater Schulinspektor im Bathurst Distrikt. Fünf Jahre später wurde er nach Maitland versetzt. Patrick Vincent Dwyer war der ältere Bruder von Joseph Wilfrid Dwyer, Bischof von Wagga Wagga.
Dwyer besuchte das St Stanislaus College in Bathurst und erregte dort die Aufmerksamkeit von Bischof James Murray. Später überzeugte Bischof Murray Dwyers Vater, seinen Sohn auf das Holy Cross College in Clonliffe, Dublin, zu schicken. In Clonliffe entwickelte er eine enge Freundschaft zu Columba Marmion, dessen Ansichten ihn im Laufe seiner klerikalen Karriere beeinflussten. Im Anschluss ging Dwyer zum Studium nach Rom an die Päpstliche Universität Urbaniana. Am 4. März 1882 empfing er in Rom die Priesterweihe und kehrte kurz darauf nach Maitland zurück.
Dwyer wurde Bischof Murrays Sekretär und Schulinspektor des Bistums. Ab 1888 war er Präsident des Sacred Heart College in West Maitland. Als Bischof Murray um einen Koadjutor bat, fiel die Wahl auf Dwyer, obwohl die Priester im Bistum eher den damaligen Generalvikar Patrick Hand vorgezogen hätten. Am 30. Januar 1897 wurde Dwyer zum Titularbischof von Zoara, und zum Koadjutor von Maitland ernannt. Er wurde damit der erste in Australien geborene Bischof.
Die Bischofsweihe spendete ihm der Erzbischof von Sydney, Patrick Francis Kardinal Moran, am 6. Juni desselben Jahres. Mitkonsekratoren waren Bischof Murray und der Bischof von Bathurst, Joseph Patrick Byrne.
Mit James Murrays Tod am 9. Juli 1909 folgte er ihm als Bischof von Maitland nach. In dieser Rolle setzte er in vielen Bereichen die Arbeit seines Vorgängers fort. Anders als dieser ließ er jedoch die Priester des Bistums nicht mehr in Irland oder Rom, sondern am St Patrick's College ausbilden. Auch war Dwyer in finanziellen Dingen talentierter als sein Vorgänger.
Er starb am 28. März 1931 an Koronarer Herzkrankheit und wurde in der Sacred Heart Church in Campbells Hill beigesetzt. Die Kirche gehörte zu einem Waisenhaus, das Dwyer im Gedenken an Bischof Murray gegründet hatte.
Wie sein Bruder war auch Patrick Dwyer kulturell sehr interessiert. Er war ein versierter Pianist und interessierte sich für Geschichtswissenschaft und Archäologie.